# Madrepora gonagra
Espèce
Madrepora gonagra est une espèce de coraux appartenant à la famille des Oculinidae.